# Nos âmes saoules

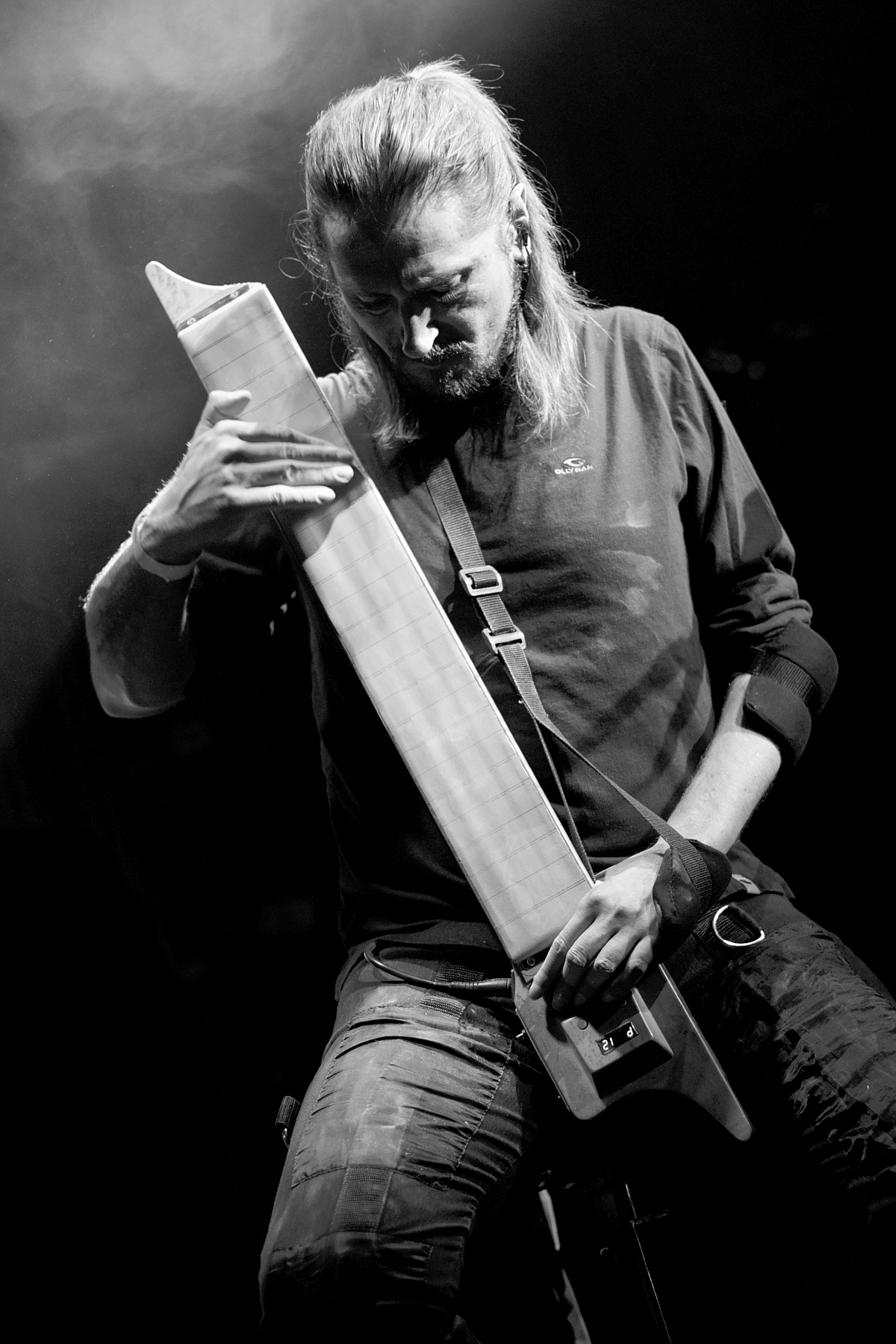
Claude Leonetti met de Léode in 2011

Nos âmes saoules (Nederlands: Onze beschonken zielen) is een studioalbum van Lazuli. Lazuli nam hun versie van de progressieve rock, opzwepend, bombastisch en enigszins oosters van klank, op in hun eigen geluidsstudio L’abeille rôde. Die naam is tevens terug te vinden in de naam van hun eigen platenlabel en als muziekproducent.

## Musici
- Claude Leonetti – Léode (een zelf ontworpen soort gitaarsynthesizer)
- Cédéric Byar – gitaar
- Romain Thorel – toetsinstrument en hoorn
- Vincent Barnavol – slagwerk en marimba
- Dominique Leonetti – zang, gitaar

## Muziek
Alle muziek en teksten zijn afkomstig van Dominique Leonetti, gearrangeerd door de band

| Nr. | Titel                      | Duur |
| --- | -------------------------- | ---- |
| 1.  | Le temps est à la rage     | 7:00 |
| 2.  | La lierre                  | 5:54 |
| 3.  | Vita est circus            | 5:23 |
| 4.  | Fanfare lente              | 1:01 |
| 5.  | Chaussures à nos pieds     | 5:55 |
| 6.  | Le mar du passé            | 4:17 |
| 7.  | Le labour d’un surin       | 1:19 |
| 8.  | Les sutures                | 6:08 |
| 9.  | Nos âmes saoules           | 5:12 |
| 10. | Un œil jeté par la fenêtre | 2:04 |